# Juan Pablo Salinas Teruel
Juan Pablo Salinas Teruel (Madrid, 1871 - Roma, 1946) fue un pintor español que se dedicó principalmente a la pintura costumbrista, temas orientales, vistas de interiores de edificios religiosos y escenas de casacones (escenas cortesanas palaciegas ambientadas en salones de los siglos XVII y XVIII). Su obra puede contemplarse en el Museo de Bellas Artes de Asturias y está presente en numerosas colecciones particulares, como la Colección Bellver de Sevilla. Su hermano Agustín Salinas Teruel (Zaragoza, 1861 - Roma, 1915) fue también pintor.